# Ogrodzieniec (gmina)
Ogrodzieniec est une gmina mixte du powiat de Zawiercie, Silésie, dans le sud de Pologne. Son siège est la ville d'Ogrodzieniec, qui se situe environ 9 km au sud-est de Zawiercie et 43 km au nord-est de la capitale régionale Katowice.
La gmina couvre une superficie de 85,69 km2 pour une population de 9 519 habitants.

## Géographie
Outre la ville de Ogrodzieniec, la gmina inclut les villages de Fugasówka, Giebło, Giebło-Kolonia, Gulzów, Kiełkowice, Markowizna, Mokrus, Podzamcze, Ryczów, Ryczów-Kolonia, Śrubarnia et Żelazko.
La gmina borde la ville de Zawiercie et les gminy de Klucze, Kroczyce, Łazy et Pilica.